# رولند منگس
رولند منگس (۱۶ نوامبر ۱۹۶۵ در براونشویگ) اقتصاددان آلمانی و استاد دانشگاه فنی کلاوستال است.

## زندگی
وی در دانشگاه کریستین آلبرشت در کیل اقتصاد تحصیل کرد و در سال ۱۹۹۲ با مدرک دیپلم فارغ‌التحصیل شد. ۱۹۹۳ یک مدرسه بازدید کننده در مرکز اقتصاد تجربی در دانشگاه یورک، بریتانیا بود. وی در سال ۱۹۹۶ با نیروی کار در Kiel متولد شد که ترجیحات و استراتژی‌های اطلاعاتی سازگار را برای دکتر ایجاد کرد. پولیس ارتقا یافته وی بین سالهای ۱۹۹۹ و ۲۰۰۳ عضو ابتکار تجارت گواهینامه انرژی تجدیدپذیر اروپا (RECS)، پروژه آزمایشی دارندگان گواهینامه اروپا بود. تحرک وی در اقتصاد در سال ۲۰۰۶ با پایان‌نامه مدیریت عمومی بهداشت عمومی در دانشگاه فلنسبورگ به پایان رسید.
منگس از ژوئیه ۲۰۱۰ استاد اقتصاد بوده‌است، اسپانیا. اقتصاد کلان در دانشگاه صنعتی کلاوستال. علایق اصلی تحقیق او اقتصاد محیط زیست، اقتصاد رفتاری و تحقیقات اقتصادی تجربی، به‌طور خاص، به عنوان مثال، وی با پذیرش اجتماعی انتقال انرژی سرو کار دارد. وی یکی از اعضای مرکز تحقیقات فناوری‌های ذخیره انرژی در دانشگاه صنعتی کلاوستال است. ۲۰۱۹ وی سردبیر مجموعه خلاصه نظریه اقتصادی و سیاست اقتصادی بود که در آن سهمی در اقتصاد محیط زیست نوشت. این خلاصه توسط Springer-Verlag منتشر شد.